# Eupithecia ridiculata
Eupithecia ridiculata är en fjärilsart som beskrevs av Brandt 1938. Eupithecia ridiculata ingår i släktet Eupithecia och familjen mätare. Inga underarter finns listade i Catalogue of Life.